# Авидзба, Валерий Борисович
Валерий Борисович Авидзба (род. 1941) — советский винодел и селекционер винограда.
Является автором вин: Анакопия, Диаскурия, Радеда, Чегем, Эшера, Амра и красного игристого Ачандара.

## Биография
Родился в 1941 году в городе Новый Афон.
Окончил Московский технологический институт пищевой промышленности по специальности «инженер-технолог-винодел» и Всесоюзный заочный институт пищевой промышленности по специальности «инженер-экономист».
Автор изобретений: способ приготовлений игристых, сухих и полусладких вин, способы были признаны Государственным комитетом СССР по делам открытий и изобретений. Первым в СССР ввёл метод горячего розлива вин в потоке.
В 1973 году назначен главным виноделом управления Винодельческой Промышленности Грузинской ССР «Самтрест». Является одним из владельцев ООО «Вина и Воды Абхазии», а также директором ООО «Абхазалко» (г. Гагра).
Авидзба В. Б. активно занимается организацией посадок аборигенных сортов винограда. Найдены и уже размножаются давно утерянные древние Абхазские сорта винограда. Его статьи публикуются в специальной прессе.
Жена — Луиза Сергеевна Когония.

## Награды и звания
- В 1978 году был награждён орденом «Знак Почёта», в 1982 году — орденом Трудового Красного Знамени.
- За заслуги в развитии виноделия награждён почётной грамотой президиума Верховного Совета Грузинской ССР.
- В 2006 году награждён абхазским орден «Честь и слава» III степени[3].
- Лауреат золотой медали Л. С. Голицына.